# Antiche unità di misura del circondario di Brindisi
Sono qui riportate le conversioni tra le antiche unità di misura in uso nel circondario di Brindisi e il sistema metrico decimale, così come stabilite ufficialmente nel 1877; non si riportano le unità di misura e di peso stabilite con la riforma del 1840, rese uniformi nell'intero Regno di Napoli.
Nonostante l'apparente precisione nelle tavole, in molti casi è necessario considerare che i campioni utilizzati erano di fattura approssimativa o discordanti tra loro.

## Misure di lunghezza
Nel 1877, oltre alle unità ufficiali del 1840, sono indicate in uso alcune misure abusive.
| Comuni         | Denominazione | Valore   | Unità |
| -------------- | ------------- | -------- | ----- |
| Tutti i comuni | Canna         | 2,109360 | m     |
| Tutti i comuni | Palmo         | 0,263670 | m     |

Secondo l'uso abusivo anteriore al 1840 la canna si divide in 8 palmi, il palmo in 12 once, l'oncia in 5 minuti.
10 palmi fanno la pertica. 7 palmi fanno il passo. 10 passi fanno la catena. 100 catene fanno il miglio.
Come base delle misure agrarie, oltre il passo comune di 7 palmi, si usavano pure nelle varie località passi da terra di palmi 6, 6 1/3, 6 1/2.
Nel comune di Latiano era invalso l'uso dopo il 1840 di calcolare le misure antiche abusive sulla base del nuovo palmo legale.

## Misure di superficie
Nel 1877, oltre alle unità ufficiali del 1840, sono indicate in uso alcune misure abusive.
| Comuni | Denominazione                                         | Valore   | Unità |
| --- | ----------------------------------------------------- | -------- | ----- |
| Tutti i comuni | Palmo quadrato                                        | 0,069522 | m²    |
| Brindisi, Carovigno, Ceglie Messapica, Ostuni, San Vito dei Normanni, Oria, Francavilla Fontana, Latiano, San Donaci, Guagnano | Tomolo di 2500 passi quadrati di palmi 7 di lato      | 8516,43  | m²    |
| Ceglie Messapica | Tomolo di 2000 passi quadrati di palmi 7 di lato      | 6813,14  | m²    |
| Ostuni, Salice Salentino, Veglie, San Pancrazio Salentino                                                                      | Tomolo di 2500 passi quadrati di palmi 6 di lato      | 6256,97  | m²    |
| Erchie | Vignale di 2500 passi quadrati di palmi 6 1/2 di lato | 7343,25  | m²    |
| Torre Santa Susanna | Tomolo di 2750 passi quadrati di palmi 6 1/2 di lato  | 8077,57  | m²    |
| Mesagne | Tomolo di 2500 passi quadrati di palmi 6 1/3 di lato  | 6971,50  | m²    |
| Veglie | Orto di 937 1/2 passi quadrati di palmi 6 di lato     | 2346,36  | m²    |

64 Palmi quadrati abusivi fanno la canna quadrata abusiva.
Nel comune di Latiano si era introdotto l'uso di misurare il tomolo agrario antico abusivo sulla base del palmo nuovo legale, e quindi il valore metrico del tomolo riusciva alquanto maggiore.

## Misure di volume
Nel 1877, oltre alle unità ufficiali del 1840, sono indicate in uso alcune misure abusive.
| Comuni         | Denominazione | Valore | Unità |
| -------------- | ------------- | ------ | ----- |
| Tutti i comuni | Palmo cubo    | 18,331 | L     |

Secondo l'uso anteriore al 1840 mille palmi cubi fanno una pertica cuba, e 512 palmi cubi fanno la canna cuba.
La canna di costumanza per le fabbriche equivale ad un quarto di canna abusiva cuba.
La canna per la legna da fuoco di 256 palmi cubi abusivi equivale a mezza canna abusiva cuba.
Palmi cubi abusivi 9 1/3 fanno la soma per l'arena che si divide in 7 cofani.
Nel comune di Latiano essendo invalso l'uso di calcolare le misure antiche abusive sulla base del nuovo palmo legale, se ne ottenevano valori proporzionatamente maggiori.

## Misure di capacità per gli aridi
Nel 1877, oltre alle unità ufficiali del 1840, sono indicate in uso alcune misure abusive.
| Comuni         | Denominazione | Valore  | Unità |
| -------------- | ------------- | ------- | ----- |
| Tutti i comuni | Tomolo        | 55,3189 | L     |

Il tomolo, tanto prima che dopo il 1840, si divide in 24 misure.

## Misure di capacità per i liquidi
Nel 1877, oltre alle unità ufficiali del 1840, sono indicate in uso alcune misure abusive.
| Comuni                                                       | Denominazione          | Valore   | Unità |
| ------------------------------------------------------------ | ---------------------- | -------- | ----- |
| Brindisi, Carovigno                                          | Soma di 240 caraffe    | 154,2921 | L     |
| Brindisi, Carovigno                                          | Caraffa di 24 once     | 0,642884 | L     |
| Ceglie Messapica                                             | Soma di 240 caraffe    | 160,7210 | L     |
| Ceglie Messapica                                             | Caraffa di 25 once     | 0,669671 | L     |
| Ostuni                                                       | Soma di 240 caraffe    | 171,4356 | L     |
| Ostuni                                                       | Caraffa di 26 2/3 once | 0,714315 | L     |
| San Vito dei Normanni, Salice Salentino, Francavilla Fontana | Soma di 192 caraffe    | 123,4337 | L     |
| San Vito dei Normanni, Salice Salentino, Francavilla Fontana | Caraffa di 24 once     | 0,642884 | L     |
| Erchie                                                       | Soma di 192 caraffe    | 171,4356 | L     |
| Erchie                                                       | Caraffa di un rotolo   | 0,892894 | L     |
| Oria                                                         | Soma di 192 caraffe    | 185,1506 | L     |
| Oria                                                         | Caraffa di 36 once     | 0,964326 | L     |
| Torre Santa Sosanna, San Pancrazio Salentino                 | Soma di 192 caraffe    | 154,2921 | L     |
| Torre Santa Sosanna, San Pancrazio Salentino                 | Caraffa di 30 once     | 0,803615 | L     |
| Latiano                                                      | Soma di 192 caraffe    | 159,4353 | L     |
| Latiano                                                      | Caraffa di 31 once     | 0,830392 | L     |
| Mesagne                                                      | Soma di 192 caraffe    | 156,0066 | L     |
| Mesagne                                                      | Caraffa di 30 1/3 once | 0,812534 | L     |
| Guagnano                                                     | Soma di 240 caraffe    | 186,4363 | L     |
| Guagnano                                                     | Caraffa di 29 once     | 0,776818 | L     |
| San Donaci, Veglie                                           | Soma di 240 caraffe    | 192,8652 | L     |
| San Donaci, Veglie                                           | Caraffa di 30 once     | 0,803605 | L     |

La caraffa abusiva si divide in 2 misure.
La soma da vino di 240 caraffe si divide in 10 barili piccoli o in 4 barili grandi.
La soma da vino di 192 caraffe, si divide in 12 mezze, ovvero in 6 barili.
I pesi indicati nelle misure da vino sono quelli del volume di acqua distillata che dovevano contenere, e non servono che di nomenclatura distintiva.
| Comuni                                                                   | Denominazione                    | Valore   | Unità |
| ------------------------------------------------------------------------ | -------------------------------- | -------- | ----- |
| Brindisi (per olio chiaro)                                               | Salma di rotoli 170 = 151,470 kg | 165,8498 | L     |
| Brindisi (per olio-mosto) e tutti i comuni eccetto i seguenti            | Salma di rotoli 175 = 155,925 kg | 170,7277 | L     |
| Francavilla Fontana, Oria, Latiano, Torre Santa Susanna (per olio-mosto) | Salma di rotoli 210 = 187,109 kg | 204,8733 | L     |

La salma da olio si divide in 10 staia, lo staio in 32 pignatelle.
I pesi indicati per le misure dell'olio sono quelli del volume di olio che devo in esso contenersi, giacché nel sistema metrico napoletano l'olio si misurava a peso e non a capacità.

## Pesi
| Comuni         | Denominazione | Valore  | Unità |
| -------------- | ------------- | ------- | ----- |
| Tutti i comuni | Rotolo        | 890,997 | g     |
| Tutti i comuni | Libbra        | 320,759 | g     |

Secondo l'uso abusivo anteriore al 1840 cento libbre fanno un cantaro piccolo.
Secondo la varietà dei luoghi e delle merci si usavano pure rotoli speciali di once 30, 36, 39, 42, 44, 48, 52, 56.
Gli orefici dividono l'oncia in 30 trappesi, il trappeso in 20 acini.
I gioiellieri dividono l'oncia in 130 carati, il Carato in 4 grani.
I farmacisti dividono l'oncia in 10 dramme, la dramma in 3 scrupoli, lo scrupolo in 2 oboli, l'obolo in 10 acini.
Dramme 1 1/2 fanno il peso aureo.
40 rotoli fanno un peso per la calce.
4 rotoli fanno una decina, peso della lana.
Nel comune di Torre Santa Susanna si usava per la lana un peso di rotoli 20 1/2.

## Territorio
Nel 1874 nel circondario di Brindisi erano presenti 16 comuni divisi in 8 mandamenti.
- Brindisi • Brindisi
- Ceglie Messapica • Ceglie Messapica
- Francavilla Fontana • Francavilla Fontana
- Mesagne • Latiano, Mesagne
- Oria • Erchie, Oria, Torre Santa Susanna
- Ostuni • Ostuni
- Salice Salentino • Guagnano, Salice Salentino, San Donaci, San Pancrazio Salentino, Veglie
- San Vito dei Normanni • Carovigno, San Vito dei Normanni